# Montreux Jazz Festival
Montreux Jazz Festival (nekdaj Festival de Jazz Montreux in Festival International de Jazz Montreux) je glasbeni festoval v Švici, ki se odvija v začetku julija v Montreuxu na obali Ženevskega jezera. To je drugi največji jazzovski festival na svetu, za festivalom Montreal International Jazz Festival.

## Zgodovina
Montreux Jazz Festival so leta 1967 ustanovili Claude Nobs, Géo Voumard in René Langel s pomočjo Ahmeta in Nesuha Artegüna iz založbe Atlantic Records. Festival se je prvič odvil v Montreux Casinu. Trajal je tri dni, na njem pa so nastopili skoraj izključno jazzovski izvajalci. Glavni izvajalci tega obdobja so bili Miles Davis, Keith Jarrett, Jack DeJohnette, Bill Evans, Soft Machine, Weather Report, The Fourth Way, Nina Simone, Jan Garbarek in Ella Fitzgerald.
Originalno jazzovski festival, se je odprl v 70. letih, danes na njem nastopajo izvajalci skoraj vsake glasbene zvrsti, kljub temu pa jazz ostaja pomemben del festivala. Za razširitev festivala je v veliki meri odgovoren Quincy Jones, ki je v 90. letih na festival pripeljal številne svetovne glasbenike. Danes traja festival približno dva tedna in privabi več kot 200.000 ljudi.
V 70. letih je festival pričel s širjenjem obsega z izvajalci bluesa, soula in rocka. Tako so med drugimi nastopali tudi Marianne Faithfull, Led Zeppelin, Pink Floyd, Frank Zappa, Deep Purple, Canned Heat in številni drugi. Konec desetletja se je festival še bolj razširil z izvajalci glasbe z vseh celin in je trajal polne tri tedne. Carlos Santana je na festival prvič prišel leta 1970; Van Morrison se ga je udeležil v letih 1974 in 1980. Ostali gostje so bili B.B. King, Gary Moore, Weather Report, Don Ellis, Crossfire, Buddy Guy, Camarón de la Isla, Soft Machine, Chuck Berry, George Clinton in Parliament-Funkadelic, Eric Clapton, Luther Allison, Bo Diddley, Stan Getz, Airto Moreira, Joe Henderson, Dizzy Gillespie, Oscar Peterson, Charles Mingus, Etta James, Sonny Rollins, Son House, Count Basie, Chick Corea, Herbie Hancock, Gilberto Gil, Ray Charles, James Booker, Hermeto Pascoal, Mahavishnu Orchestra, Rory Gallagher, Stevie Ray Vaughan, Elis Regina, Les McCann, Eddie Harris, Pasadena Roof Orchestra, New Order, Jaco Pastorius, Ringo Starr & His All-Starr Band, Toto, Zucchero Fornaciari, André Geraissati, Korni grupa, Jan Akkerman, Joe Satriani, Status Quo in številni drugi.
Ustanovitelj in, do tragične smrti leta 2013, glavni organizator, Claude Nobs, je na festival pripeljal tako neznane izvajalce kot že uveljavljene. Po Nobsovi smrti je organizacijo festivala prevzel Mathieu Jaton.

## Prizorišče
Prvotno je festival potekal v Montreux Casinu, ki je decembra 1971 zgorel med koncertom Franka Zappa, kar je navdihnilo skupino Deep Purple za skladbo "Smoke on the Water".
Festival je nato potekal v ostalih avditorijih v Montreuxu, vse do vrnitve v novo zgrajen Casino leta 1975. Festival se je večal in leta 1993 se je preselil v večji Congress and Convention Centre Montreux. Med letoma 1995 in 2008 je festival potekal tako v centru, kot v casinoju. Z začetkom 41. festivala leta 2007, so bili nočni koncerti, zaradi logistike, večinoma prestavljeni Montreux Musique & Convention Centre. Casino je namreč od Convention Centra oddaljen približno kilometer, zaradi česar je izvajalcem, tehnični podpori in tudi poslušalcem lažje priti čez nabito polne ulice od enega prizorišča do drugega. Od leta 2007 gosti Convention Centre dva glavna odra, Auditorium Stravinski (3.500 sedežev) in Miles Davis Hall (1.800 sedežev), kot tudi manjši Montreux Jazz Cafe in številne manjše odre. Dodatni tematski dogodki (Bahia, Blues, ipd.) se odvijajo na ladjah, ki plujejo po jezeru, številne delavnice pa se odvijajo na bližnjem Montreux Palaisu in Le Petit Palais.

### Zgodovina prizorišč
| Datum                    | Prizorišče |
| ------------------------ | --- |
| 16.–18. junij 1967       | Montreux Casino |
| 12.–16. junij 1968       | Montreux Casino |
| 18.–22. junij 1969       | Montreux Casino |
| 17.–21. junij 1970       | Montreux Casino |
| 12.–20. junij 1971       | Montreux Casino |
| 16.–29. junij 1972       | Pavillon Montreux |
| 29. junij–15. julij 1973 | Montreux Convention Center |
| 28. junij–7. julij 1974  | Montreux Convention Center |
| 3.–20. julij 1975        | Montreux Casino |
| 25. junij–6. junij 1976  | Montreux Casino |
| 1.–24. julij 1977        | Montreux Casino |
| 7.–23. julij 1978        | Montreux Casino |
| 6.–22. julij 1979        | Montreux Casino |
| 4.–20. julij 1980        | Montreux Casino |
| 3.–20. julij 1981        | Montreux Casino |
| 9.–25. julij 1982        | Montreux Casino |
| 8.–24. julij 1983        | Montreux Casino |
| 6.–22. julij 1984        | Montreux Casino |
| 5.–20. julij 1985        | Montreux Casino |
| 3.–19. julij 1986        | Montreux Casino |
| 3.–17. julij 1987        | Montreux Casino |
| 1.–17. julij 1988        | Montreux Casino |
| 7.–22. julij 1989        | Montreux Casino |
| 6.–21. julij 1990        | Montreux Casino |
| 9.–29. julij 1991        | Montreux Casino |
| 10.–22. julij 1992       | Montreux Casino |
| 2.–17. julij 1993        | Congress and Convention Centre Montreux (Auditorium Stravinski/The New Q's) |
| 1.–16. julij 1994        | Congress and Convention Centre Montreux (Auditorium Stravinski/Miles Davis Hall) |
| 7.–22. julij 1995        | Congress and Convention Centre Montreux (Auditorium Stravinski/Miles Davis Hall) Montreux Casino Montreux Jazz Café                                                                                   |
| 5.–20. julij 1996        | Congress and Convention Centre Montreux (Auditorium Stravinski/Miles Davis Hall) Montreux Casino Montreux Jazz Café                                                                                   |
| 4.–19. julij 1997        | Congress and Convention Centre Montreux (Auditorium Stravinski/Miles Davis Hall) Montreux Casino Montreux Jazz Café                                                                                   |
| 3.–18. julij 1998        | Congress and Convention Centre Montreux (Auditorium Stravinski/Miles Davis Hall) Montreux Casino Montreux Jazz Café                                                                                   |
| 2.–17. julij 1999        | Congress and Convention Centre Montreux (Auditorium Stravinski/Miles Davis Hall) Montreux Casino Montreux Jazz Café                                                                                   |
| 7.–22. julij 2000        | Congress and Convention Centre Montreux (Auditorium Stravinski/Miles Davis Hall) Montreux Casino Montreux Jazz Café                                                                                   |
| 6.–21. julij 2001        | Congress and Convention Centre Montreux (Auditorium Stravinski/Miles Davis Hall) Montreux Casino Montreux Jazz Café Scène Bleu                                                                        |
| 5.–20. julij 2002        | Congress and Convention Centre Montreux (Auditorium Stravinski/Miles Davis Hall) Montreux Casino Montreux Jazz Café Montreux Jazz Young Planet Montreux Jazz Club                                     |
| 4.–19. julij 2003        | Congress and Convention Centre Montreux (Auditorium Stravinski/Miles Davis Hall) Casino Barrière de Montreux Montreux Jazz Café Montreux Jazz Young Planet Montreux Jazz Club                         |
| 2.–17. julij 2004        | Congress and Convention Centre Montreux (Auditorium Stravinski/Miles Davis Hall) Casino Barrière de Montreux Montreux Jazz Café Montreux Jazz Young Planet Montreux Jazz Club                         |
| 1.–16. julij 2005        | Congress and Convention Centre Montreux (Auditorium Stravinski/Miles Davis Hall) Casino Barrière de Montreux Montreux Jazz Café Montreux Jazz Young Planet Montreux Jazz Club                         |
| 30. junij–15. julij 2006 | Congress and Convention Centre Montreux (Auditorium Stravinski/Miles Davis Hall) Casino Barrière de Montreux Montreux Jazz Café Montreux Jazz Young Planet Montreux Jazz Club                         |
| 6.–21. julij 2007        | Montreux Musique & Convention Centre (Auditorium Stravinski/Miles Davis Hall) Montreux Jazz Café Montreux Jazz Young Planet Montreux Jazz Club                                                        |
| 4.–19. julij 2008        | Montreux Musique & Convention Centre (Auditorium Stravinski/Miles Davis Hall) Montreux Jazz Café Montreux Jazz Young Planet Montreux Jazz Club MDH Club Studio 41 Music in the Park                   |
| 3.–18. julij 2009        | Montreux Musique & Convention Centre (Auditorium Stravinski/Miles Davis Hall) Montreux Jazz Café Montreux Jazz Young Planet Montreux Jazz Club MDH Club Studio 41 Music in the Park                   |
| 2.–17. julij 2010        | Montreux Musique & Convention Centre (Auditorium Stravinski/Miles Davis Hall) Montreux Jazz Café Montreux Jazz Young Planet Montreux Jazz Club MDH Club Studio 41 Music in the Park                   |
| 1.–16. julij 2011        | Montreux Musique & Convention Centre (Auditorium Stravinski/Miles Davis Hall) Montreux Jazz Café Montreux Jazz Young Planet Montreux Jazz Club MDH Club Studio 41 Music in the Park                   |
| 29. junij–14. julij 2012 | Montreux Musique & Convention Centre (Auditorium Stravinski/Miles Davis Hall) Montreux Jazz Café Montreux Jazz Young Planet Montreux Jazz Club MDH Club Studio 41 Music in the Park                   |
| 5.–20. julij 2013        | Montreux Musique & Convention Centre (Auditorium Stravinski/Miles Davis Hall) Montreux Jazz Café Montreux Jazz Young Planet Montreux Jazz Club MDH Club Studio 41 Music in the Park Montreux Jazz Lab |
| 4.–19. julij 2014        | Montreux Musique & Convention Centre (Auditorium Stravinski/Miles Davis Hall) Montreux Jazz Café Montreux Jazz Young Planet Montreux Jazz Club MDH Club Studio 41 Music in the Park Montreux Jazz Lab |
| 3.–18. julij 2015        | Montreux Musique & Convention Centre (Auditorium Stravinski/Miles Davis Hall) Montreux Jazz Café Montreux Jazz Young Planet Montreux Jazz Club MDH Club Studio 41 Music in the Park Montreux Jazz Lab |
| 1.–16. julij 2016        | Montreux Musique & Convention Centre (Auditorium Stravinski/Miles Davis Hall) Montreux Jazz Café Montreux Jazz Young Planet Montreux Jazz Club MDH Club Studio 41 Music in the Park Montreux Jazz Lab |
| 30. junij–15. julij 2017 | Montreux Musique & Convention Centre (Auditorium Stravinski/Miles Davis Hall) Montreux Jazz Café Montreux Jazz Young Planet Montreux Jazz Club MDH Club Studio 41 Music in the Park Montreux Jazz Lab |
| 29. junij–14. julij 2018 | Montreux Musique & Convention Centre (Auditorium Stravinski/Miles Davis Hall) Montreux Jazz Café Montreux Jazz Young Planet Montreux Jazz Club MDH Club Studio 41 Music in the Park Montreux Jazz Lab |

## Razširitev
V 80. letih se je festival spremenil - dramatično se je povečal in je vseboval še več različnih glasbenih stilov. Jazz in brazilska glasba sta ostala pomembna, povabljenih pa je bilo vse več rock in pop izvajalcev.
Miles Davis se je nekajkrat udeležil festivala, britanska glasbena skupina Deep Purple je osemkrat prišla na festival, skupina Status Quo pa se je festivala udeležila dvakrat. Ostali znani izvajalci v 80. letih na festivalu so bili Sandra, Max Roach, James Brown, George Clinton in Parliament-Funkadelic, Wynton Marsalis, Art Blakey, John McLaughlin, Stevie Ray Vaughan, Wayne Shorter, Al Di Meola, Elvis Costello, Jimmy Cliff, Steel Pulse, Mike Oldfield, Brian May, Marvin Gaye, Rory Gallagher, Leonard Cohen, Nina Hagen, Eric Clapton, Queen, Phil Collins, Joe Cocker, Los Lobos, The Manhattan Transfer, Tracy Chapman in Van Morrison.
Razširitev se je pričela v 80. letih in se nadaljevala - Montreux se je tako iz jazzovskega festivala preoblikoval v festival svetovne glasbe. Med letoma 1991 in 1993 je Quincy Jones koproduciral festival. Do leta 1993 je festival prerasel Casino in se preselil v večji Cnovention Centre. Število obiskovalcev se je povečalo od 75.000 leta 1980 do 120.000 leta 1994.
Številni "redni gostje" so se vrnili, pojavili pa so se tudi novi izvajalci: Sting, Bob Dylan, Fats Domino, Deep Purple, Al Jarreau, Chaka Khan, Johnny Cash, Cheap Trick, Cheb Mami, Youssou N'Dour, Marianne Faithfull, Ice-T, Jazzmatazz, ZZ Top, Simply Red, Marisa Monte, George Benson, Jazzkantine, Alanis Morissette, David Bowie, Paul Simon... Leta 1999 je festival obiskalo več kot 220.000 ljudi.
Na festivalu so prav tako sodelovale številne znane in talentirane skupine študentov, vključno z big bandi in vokalnimi zasedbami.

## Tekmovanja
Vsako leto fundacija Montreux Jazz Artists Foundation organizira tri mednarodna tekmovanja: solo klavir, kitara in glas. Vsako tekmovanje ima lastno žirijo, sestavljeno iz profesionalnih glasbenikov, ki se jim pridruži še svetovno znan glasbenik.

## Nastopajoči
| - Al Di Meola – 1986, 1989, 1993, 1994, 1996, 2005, 2008 - Al Jarreau – 1976, 1979, 1980, 1981, 1986, 1990, 1991, 1993, 1996, 1998, 2000, 2002, 2004, 2006, 2007, 2015, 2016 - Alanis Morissette – 1999, 2001, 2012 - Alice Cooper – 2005, 2009 - Annie Lennox – 1992 - Aretha Franklin – 1971 - Astor Piazzolla – 1985, 1986 - B. B. King – 1979, 1980, 1982, 1984, 1987, 1989, 1990, 1991, 1993, 1995, 1997, 1998, 1999, 2000, 2001, 2002, 2004, 2005, 2006, 2009, 2011 - Ben E. King – 1977, 1987 - Bert Jansch – 1975 - Billy Cobham – 1974, 1975, 1976, 1977, 1978, 1981, 1982, 1983, 1998, 2010 - Billy Idol – 2010 - Black Eyed Peas – 2004, 2009 - Bob Dylan – 1994, 1998, 2001, 2012 - Bobby McFerrin – 1982, 1984, 1988, 1992, 1994, 1997, 2001, 2004, 2005, 2012 - Bill Evans – 1968, 1970, 1975, 1978 - Boney James – 1999 - Bonnie Raitt – 1977, 1991, 2013 - Bow Wow – 1982 - Buddy Guy – 1974, 1978, 1983, 1992, 1998, 2002, 2008, 2010, 2012, 2014, 2016 - Candy Dulfer – 1998, 2000, 2002, 2007 - Canned Heat – 1973 - Carlos Santana – 1970, 1980, 1988, 1993, 1996, 1998, 2004, 2006, 2011, 2015, 2016 - Chick Corea – 1972, 1979, 1981, 1988, 1993, 1997, 2001, 2007, 2008, 2010, 2011, 2012, 2015 - Chris Rea – 1984, 1986, 1997, 2002, 2014 - Climax Blues Band – 1982 - Crossfire – 1982 - The Crusaders – 1976, 1982, 2003, 2008 - David Bowie – 2002 - Deee-Lite – 1991 - Deep Purple – 1996, 2000, 2004, 2006, 2008, 2011, 2013 - Dennis Brown – 1979 - Dizzy Gillespie – 1975, 1977, 1980, 1981, 1982, 1987, 1989, 1990 - Dr John – 1995 - Earth, Wind & Fire – 1997, 1998, 2009 - Ella Fitzgerald – 1969, 1975, 1977, 1979, 1981 - Ellenville Jazz Ensemble – 1982 - Emerson, Lake & Palmer – 1997 - Eric Clapton – 1986, 1992, 1997 - Etta James – 1975, 1977, 1978, 1989, 1990, 1993 - Fenton High School Big Band – 1969 - Freddie King - 1973 - Gary Moore – 1995, 1997, 1999, 2001, 2010 - George Clinton – 1990 - George Benson – 1986, 1988, 1989, 1990, 1991, 1995, 1996, 1998, 2000, 2003, 2005, 2007, 2009, 2011, 2013, 2015 - Green Day – 2013 - Herb Alpert – 1996 - Herbie Hancock – 1979, 1981, 1983, 1986, 1987, 1988, 1989, 1990, 1991, 1992, 1993, 1994, 1996, 1997, 1998, 1999, 2001, 2002, 2004, 2006, 2008, 2009, 2010, 2011, 2012, 2014, 2015, 2016 - Heritage Orchestra – 2005 - Jack Bruce – 1982, 1986, 2012 - Jackson Browne – 1982, 2015 - James Brown – 1981, 1993, 1995 - Jamiroquai – 1995, 2002, 2003 - Jedi Mind Tricks – 2009 - Jethro Tull – 2003 - Joe Cocker – 1987, 1992, 2002, 2013 - Joe Satriani – 1988, 2000, 2002, 2009 - John Surman – 1968, 1986 - Johnny Cash – 1994 - Jonny Lang – 1999 - Junko Onishi – 1996 - Korn – 2004 - Korni grupa – 1972 - Kotaro Oshio – 2002, 2003, 2004 - Kenny G – 1987, 1988 - Lenny Kravitz – 2008, 2015 - Leonard Cohen – 1976, 1985, 2008, 2013 - Lou Reed – 2000 - Louisiana Red – 1975 - Little Milton – 1973, 1979, 1989, 2001 - Luther Allison – 1976, 1983, 1984, 1986, 1989, 1994 | - Mahavishnu Orchestra – 1974, 1984 - Maná – 1994 - Marcus Miller – 1981, 1993, 1994, 1996, 1997, 2001, 2009, 2011, 2013, 2016 - Martin H.S. Jazz Ensemble – 1983 - Marvin Gaye – 1980 - Max Cooper – 2016 - Melody Gardot – 2008, 2009, 2012, 2015 - Memphis Slim - 1973, 1987 - Mezzoforte – 1984 - Michał Urbaniak – 1971 - Michel Petrucciani – 1982, 1983, 1984, 1986, 1990, 1993, 1996, 1998 - Mickey Baker - 1973 - Mike Oldfield – 1981 - Miles Davis – 1973, 1984, 1985, 1986, 1988, 1989, 1990, 1991 - Mink DeVille – 1982 - Mira – 1997 - Muse – 2002 - Nightmares on Wax – 1999 - Nightwish – 2012 - Nina Hagen – 1985, 2004 - Nina Simone – 1968, 1976, 1981, 1987, 1990 - Ofra Haza – 1990 - Otis Rush – 1986, 1991, 1996 - Pat Metheny – 1994, 2007, 2012 - Peter Tosh – 1979 - Placebo – 1971, 2007 - Prince Rogers Nelson – 2007, 2009, 2013 - The Pretty Reckless – 2011 - Queens of the Stone Age – 2005 - Quique Neira – 2008 - Radiohead – 2003 - Randy Crawford – 1981, 1986, 1990, 1992, 1995, 2003, 2005, 2006, 2008, 2011, 2013 - Ray Charles – 1978, 1991, 1997 - Return to Forever – 2008 - Ringo Starr & His All-Starr Band – 1992 - Robert Plant – 1993, 2001, 2014 - Rory Gallagher – 1969, 1975, 1977, 1979, 1985, 1994 - Sade – 1984, 1986 - Santana – 1970, 1980, 1988, 1993, 1996, 1998, 2006, 2011, 2015, 2016 - Sigur Rós – 2001, 2006 - Simply Red – 1986, 1992, 1996, 2006 - Spyro Gyra – 1979, 1984, 1986, 1989 - Steel Pulse – 1979 - Steps Ahead – 1984, 1989, 2005 - Steve Earle – 2005 - Stevie Wonder – 2014 - Sting – 1990, 1991, 2001, 2006, 2011, 2013 - Stray Cats – 1981 - Suzanne Vega – 2000 - Talk Talk – 1986 - Talib Kweli – 2009 - Taste – 1969 - Ten Years After – 1969 - The Corrs – 1998 - The Dubliners – 1976 - The Jeff Healey Band – 1997 - The Moody Blues – 1991 - The Raconteurs – 2008 - The Strokes – 2006 - The Young Gods – 2005 - Tokyo Ska Paradise Orchestra – 2007 - Tori Amos – 1991, 1992, 2005, 2007, 2010 - Toto – 1991, 2015 - UB40 – 2002 - Vampire Weekend – 2008 - Van Morrison – 1974, 1980, 1984, 1989, 1990, 1994, 1995, 1996, 1997, 1998, 1999, 2001, 2003, 2004, 2006, 2007, 2012, 2014 - Was Not Was – 1992 - Wu-Tang Clan – 2007 - Wyclef Jean – 2009, 2013 - Yes – 2003 - Zucchero Fornaciari – 1996, 2004 - ZZ Top – 1996 Številni nastopi so izšli na DVDju ali Blu-ray Discu pri založbi Eagle Rock Entertainment. |

## Diskografija
- Alanis Morissette: Live at Montreux 2012
- Alice Cooper: Live at Montreux
- Atlantic Family: The Atlantic Family Live at Montreux (1977)
- Baby Consuelo: Baby Consuelo ao Vivo – 14th Montreux Jazz Festival (1980)
- Don Ellis: Don Ellis Live at Montreux (1977)
- Bill Evans: Bill Evans at the Montreux Jazz Festival
- Bill Evans: Montreux II
- Bill Evans: Montreux III
- Bob James: Live at Montreux
- Bobby Hutcherson: Live at Montreux
- Carlos Santana in Wayne Shorter: Live at the Montreux Jazz Festival 1988
- Charles Earland: Kharma (1974)
- Count Basie: Montreux '77 (1977)
- Deep Purple: Live at Montreux 1996
- Deep Purple: Live at Montreux 2006
- Deep Purple: Live at Montreux 2011
- Dennis Brown: Live at Montreux
- Dexter Gordon in Junior Mance: Dexter Gordon with Junior Mance at Montreux (1970)
- Dexter Gordon: Blues à la Suisse (1973)
- Don Pullen & the African-Brazilian Connection: Live...Again: Live at Montreux (1993)
- Carmen McRae: Live at Montreux
- Earl Hines: West Side Story (1974)
- Ella Fitzgerald: Montreux '77 (1977)
- Ella Fitzgerald: Digital III at Montreux
- Gene Ammons: Gene Ammons and Friends at Montreux (1973)
- Gary Moore & The Midnight Blues Band: Live at Montreux, 1990
- Rory Gallagher: Live in Montreux (2006)
- Dizzy Gillespie: The Dizzy Gillespie Big 7 (1975)
- Dizzy Gillespie: Dizzy Gillespie Jam (1977)
- Dizzy Gillespie: Musician, Composer, Raconteur (1981)
- Hampton Hawes: Playin' in the Yard (1973)
- Jamiroquai: Jamiroquai - Live at Montreux 2003
- Jethro Tull: Live At Montreux 2003
- Joe Pass: Montreux '77 - Live (1977)
- Junko Onishi: Junko Onishi Trio at the Montreux Jazz Festival (1997)
- King Sunny Adé: Live at Montreux (1982)
- Les McCann: Live at Montreux (1972)
- Little Milton: What It Is: Live at Montreux (1973)
- Louisiana Red: Live in Montreux (2000)
- Luther Allison: Live in Montreux 1976–1994 (1996)
- Marlena Shaw: Live in Montreux (1973)
- McCoy Tyner: Enlightenment (1973)
- Michel Petrucciani: Power of Three, Live at Montreux (1986)
- Mike Oldfield: Live at Montreux 1981
- Miles Davis & Quincy Jones: Miles & Quincy Live at Montreux
- Modern Jazz Quartet: Together Again: Live at the Montreux Jazz Festival '82 (1982)
- Nile Rodgers & Chic: Live at Montreux 2004
- Ofra Haza: Ofra Haza at Montreux Jazz Festival
- Oliver Nelson: Swiss Suite (1970)
- Peter Tosh: Live at Montreux (1979)
- Randy Weston: Carnival (1974)
- Ray Bryant: Alone at Montreux (1972)
- Ray Charles: Live at Montreux 1997
- Santana: Greatest Hits - Live At Montreux 2011
- Simply Red: Live At Montreux Jazz Festival
- Steve Earle: Live at Montreux 2005
- Stevie Ray Vaughan: Live at Montreux 1982 and 1985
- Sun Ra: Live at Montreux
- Talk Talk: Live at Montreux 1986
- The Dubliners: Live at Montreux
- Titãs: Go Back (1988)
- Tori Amos: Live at Montreux 1991/1992
- Toto: Live at Montreux 1991
- Van Morrison: Live at Montreux 1980/1974
- Yes: Live at Montreux 2003
- ZZ Top: Live at Montreux 2013
- Različni izvajalci (Bob James, Stan Getz, Dexter Gordon, Billy Cobham, George Duke, Benny Golson, Eric Gale, Hubert Laws, Maynard Ferguson, ...) : Montreux Summit Volumes 1&2 (1977)